# François Cupis de Camargo
François Cupis de Camargo (* 10. März 1719 in Brüssel; † 1764 in Paris) war ein Violinist und Komponist. Er war der Bruder der Tänzerin Marie Anne Cupis de Camargo und des Violinisten Jean-Baptiste Cupis de Camargo. Sein Sohn war der Violoncellist Jean Baptiste Cupis de Camargo (le jeune).
Francois Cupis de Camargo wirkte seit 1741 als Violinist an der Grand Opéra in Paris. Von 1734 bis 1738 gab er drei Bücher Violinsonaten mit Basso continuo heraus.